# Stereodon pratensis
Stereodon pratensis là một loài Rêu trong họ Hypnaceae. Loài này được (Rabenh.) Warnst. miêu tả khoa học đầu tiên năm 1906.